# Ethiopsella nasuta
Ethiopsella nasuta är en fjärilsart som beskrevs av George Francis Hampson 1930. Ethiopsella nasuta ingår i släktet Ethiopsella och familjen mott. Inga underarter finns listade i Catalogue of Life.